# محوطه تخت کردها
محوطه تخت کردها مربوط به دوران‌های تاریخی پس از اسلام است و در شهرستان مینودشت، محدوده‌پارک‌ملی‌گلستان، منطقه‌تخت‌کردها واقع شده و این اثر در تاریخ ۲۷ مرداد ۱۳۸۲ با شمارهٔ ثبت ۹۷۴۰ به‌عنوان یکی از آثار ملی ایران به ثبت رسیده است.